# Гейден, Джонни Би
Джонни Би Гейден (англ. Johnny B. Gayden; 11 ноября 1953 года, Чикаго, Иллинойс, США  — американский блюзовый бас-гитарист, певец, автор песен. Номинант Blues Music Awards в категории «Блюзовый бас-гитарист» (1996—2000, 2002—2004)..

## Биография
Джонни Би Гейден родился в Чикаго в 1953 году в семье из десяти детей, вторым по старшинству. Отец оставил семью когда Джонни был подростком, и он был вынужден бросить школу, чтобы начать зарабатывать. Увлёкся музыкой, слушая её по радио. В 12 лет получил в подарок бас-гитару и вскоре стал участником школьной группы The Current. В 1973 году присоединился к группе Сона Силса, что стало вероятно его первым шагом в профессиональный мир. Брюс Иглауэр, глава Alligator Records, заметил его способности, и вскоре Джонни Би Гейден стал бас-гитаристом студийной группы Alligator Recording Artists. В 1980 году записался как дополнительный бас-гитарист в альбоме Лу Роулза
В 1978 году Брюс Иглауэр порекомендовал Джонни Би Гейдена Альберту Коллинзу, впервые они выступили в сентябре 1979 года даже без репетиций, и именно как участник Albert Collins And The Icebreakers, Джонни Би Гейден стал наиболее известен, записавшись в самых ярких альбомах Альберта Коллинза, включая альбом-обладатель «Грэмми» 1986 года Showdown!, записанный Коллинзом в коллаборации с Робертом Креем и Джонни Коуплендом. В 1980—1990 годы бас-гитарист также записывается в альбомах Сона Силса, Джонни Винтера, Коко Тейлор, Эй Си Рида, Кейси Джонса, Джона Праймера, Джимми Доукинза, Гэри Мура, Джуниора Уэллса. Если в 1986 году он записался на «блюзовом саммите» гитаристов, то в 1990 году на «блюзовом саммите» харперов  Harp Attack! (Джеймс Коттон, Джон Праймер, Билли Бранч, Кэри Белл), лауреате Blues Music Awards 1991 года в номинации «Лучший альбом современного блюза».
После смерти Коллинза в 1993 году продолжал работать как сессионный бас-гитарист, записываясь как со звёздами блюза, так и с молодыми артистами. В 1990-х играл в клубах в Смитс-Крик, Мичиган, в частности в Carriage House, где стал участником сформированной там в 2000 году группы Alley Katz Band, но вскоре оставил группу, переехав в штат Индиану .
С 2007 года присоединился к созданной Рэем Эллисоном группе Chicago Blues All-Stars ; также много работает в группе поддержки Шуга Блу.
Живёт в Гошене, штат Индиана, преподаёт игру на бас-гитаре в местном магазине гитар, и играет в местной блюзовой и кавер-группе. Последней на 2025 год его записью является запись в альбоме 2021 года Джеральда Маклендона.
«Удивительный грув и убийственный тон» .
«Вечно фанковый Джонни Б. Гейден» 

## Дискография

### Альбомы в коллаборации
- 2001 – Sittin' In With The Greats: For Instrumentalists & Vocalists (Michael Coleman, Johnny Gayden, Ray Allison, Johnny Iguana, Roosevelt Purifoy, Tim Austin),  Sittin In With The Greats, Inc.